# Жалсараев, Дамба Зодбич
Дамба́ Зо́дбич Жалсара́ев (бур.  Жалсараев Зодбын Дамба; 5 декабря 1925 — 21 января 2002) — бурятский советский поэт, автор текста гимна Республики Бурятия.

## Биография
Родился 5 декабря 1925 года в улусе Додо-Гол Хоринского района Бурят-Монгольской АССР. Его родители были крестьянами и с организацией колхоза в улусе вступили туда одними из первых. Учился в Барун-Хасуртаевской начальной, Хара-Шибирской  и Унэгэтэйской средних школах.
С началом Великой Отечественной войны работал в своем родном улусе в колхозе «Оборона СССР». В январе 1943 года мобилизован в Советскую Армию. Учился в Забайкальском военно-пехотном училище, после окончания которого служил офицером в пограничных войсках на востоке страны.
С 9 августа 1945 года участвовал в боевых действиях против японской Квантунской армии в Маньчжурии.
После войны служил в Кяхтинском пограничном отряде и был демобилизован в 1952 году в звании майора.

### Поэтическое творчество
Дамба Жалсараев поэзией увлёкся ещё в военные годы.  Первые его стихи были опубликованы в 1945 году в армейской газете «На боевом посту».
В 1950 году вышла в свет первая книга стихов «Үнэн тухай үгэ» (Слово о правде).
С 1952 года — член Союза писателей СССР.
Помимо поэтического творчества Дамба Жалсараев вёл активную общественную и партийную работу: с 1952 года работал литературным консультантом Союза писателей Бурят-Монгольской АССР, в ноябре 1952 года был инструктором отдела науки и культуры, с 1956 года — инструктор отдела пропаганды и агитации Бурят-Монгольского обкома КПСС.
Занимался журналистикой: работал корреспондентом ТАСС по Бурятии.
С 1956 по 1958 год учится в Москве на Высших литературных курсах при Литературном институте им. Горького.
С 1960 по 1966 год и с 1975 по 1986 год, до выхода на пенсию, работал министром культуры Бурятской АССР.
В 1968 году избран председателем Союза писателей Бурятской АССР. Проработал на этом посту до 1975 года.
Депутат Верховного Совета Бурятской АССР нескольких созывов.
Занимался общественной деятельностью — долгое время был сопредседателем Российского комитета по связям с писателями стран Азии и Африки. В этом качестве участвовал в работах IV, V и VII форумов писателей афро-азиатских стран, проходивших в Дели, Алма-Ате, Ташкенте, Баку. На одной из Международных конференций афро-азиатских писателей выступил с докладом «Классическое культурное наследие народов Азии и Африки и его вклад в мировую культуру».
В 1973 году Дамбе Жалсараеву присвоено звание Народного поэта Бурятии. В том же году награждён Государственной премией Бурятской АССР в области литературы.
За большой вклад в развитие бурятской и советской культуры в 1985 году присвоено звание заслуженного работника культуры РСФСР.
В последние годы жизни работал над книгой воспоминаний, где главным героем выступал сам. До последних дней жизни занимался общественно-политической работой, был членом Совета старейшин при Президенте Республики Бурятия.

### Автор текста Гимна Бурятии
В 1994 году был объявлен конкурс на создание государственного гимна Республики Бурятия. Среди прочих произведений было выдвинута и «Песня о родной земле», более известная в народе как «Таёжная, озёрная, степная», композитора Анатолия Андреева . Специальная комиссия признала это сочинение лучшим из представленных работ.
Гимн принят Законом Республики Бурятия «О Государственном гимне Республики Бурятия» от 20 апреля 1995 года № 121-I.
Умер Дамба Жалсараев 21 января 2002 года в Улан-Удэ.

## Поэтические сборники
- На берегах Уды (1951)
- Разговор с юными друзьями (1954)
- Жаворонок (1956)
- Песни в дороге (1955)
- Высокая магистраль (1957)
- Полёт (1959)
- Даль степная (1959)
- Состязание с ветром (1959)
- Звезда Баярмы (1960)
- Резьба по небу (1970)
- Бурятский напевы (1974)
- Стремя в стремя (1974)
- Песни земли (1975)
- Земные голоса (1977)
- Душа земли (1982)
- Таёжная, озёрная... (2000)[3]

## Награды и звания
- Орден «За заслуги перед Отечеством» IV степени (1996)
- Орден Октябрьской Революции
- Орден Трудового Красного Знамени (1971)
- Орден Дружбы народов (1975)
- Орден Отечественной войны II степени
- Орден «Знак Почёта» (24.12.1959)
- Медаль Жукова
- знаки «Отличник погранвойск» I и II степеней
- награждён 11 боевыми и трудовыми медалями, в том числе медалями Польши и Монголии
- Народный поэт Бурятии (1973)
- лауреат Государственной премии Бурятской АССР в области литературы (1973)

## Текст гимна Республики Бурятия

### На русском языке
Таёжная, озёрная, степная,
Ты добрым светом солнечным полна.
Цветущая от края и до края,
Будь счастлива, родная сторона.
Брусничный дух, черёмухи дыханье,
Лилового багульника настой.
Я не дышу, а пью благоуханье
Моей земли, равнинной и лесной.
Прими, земля, сыновнее спасибо,
Святой водой Байкала угости,
Чтоб я обрёл невиданную силу
Для дальнего нелёгкого пути.
С тобой, земля, мы слиты воедино,
Моею стала и судьба твоя.
Поклон тебе от сердца, край родимый,
Любимая Бурятия моя!
О, Мать-земля!

### На бурятском языке
Yнгын дайдаар, хангай тайгаар нэмжыгшэ
Үлзы Буряад — манай нангин үлгы.
Сэлмэг сарюун, сэнхир номин шарайшни
Сэдьхэлдэмнай хэзээдэшье зулгы
Эрхим хангал санзай шэнги агаарташ
Эршэ хүсөөр элсүүлэнгүй яалайб!
Эмтэй домтой мүнхын уһан аршаандаш
Эльгэ зүрхөө хүртүүлэнгүй яалайб!
Холын замда эхын ёһоор юрөөжэ,
Хүмүүн зондо хэтын жаргал хүсөөш.
Саяан хадын сэлгеэн амяар арюудхан,
Байгал далайн гэгээн долгёор сүршөөш.
Шэрүүн сагай ерээшье һаа дэлхэйдэ,
Шинии заяан замһаа хадуурхагүйл.
Эбтэй дорюун бүлын ёһоор жаргыш даа,
Энхэ Буряад манай нангин үлгы.
Эхэ нютаг!